# Pirimicarb
Pirimicarb és un insecticida selectiu del grup dels carbamats que es fa servir en ell control químic dels pugons àfids sobre les hortalisses, cereals i fruiters actua per inhibició de l'activitat de l'acetilcolinesterasa però no afecta els predadors útils com les marietes que els ingereixen. Va ser originàriament desenvolupat per part d'Imperial Chemical Industries Ltd., actualment Syngenta, l'any 1970.